# Neotrygon kuhlii

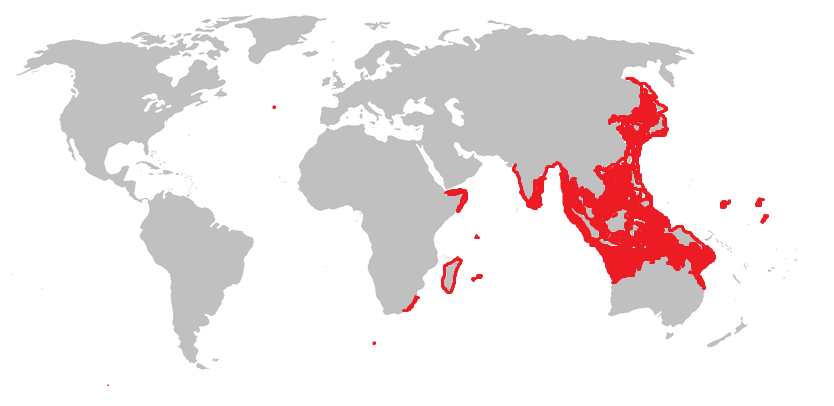
Areale

La Pastinaca mascherata, Neotrygon kuhlii, è una pastinaca della famiglia Dasyatidae distribuita quasi esclusivamente nell'Indo-Pacifico tropicale. Predilige i fondali sabbiosi e le acque torbide della zona intercotidale, non oltre i 60 metri di profondità.

## Descrizione
La lunghezza complessiva supera di rado i 40 cm. Il dorso è di colore grigio-verde o giallastro, ornato con delle macchie ovali di colore azzurro elettrico. La coda, lunga e sottile, è bianca all'estremità e presenta uno o più aculei veleniferi.

## Biologia
La pastinaca azzurra si nutre di gamberi, piccoli pesci ossei, molluschi, granchi e altri vermi.  La pastinaca mascherata cattura la sua preda bloccandola sul fondo  con le sue pinne. La pastinaca mascherata ha numerosi piccoli denti, con la mascella inferiore leggermente convessa. Inoltre, come la maggior parte delle pastinache, hanno denti a forma di piastra per schiacciare la preda.
La pastinaca mascherata è ovovivipara . Gli embrioni vengono trattenuti nelle uova all'interno del corpo della madre fino a quando non sono pronti a schiudersi. Gli embrioni ricevono nutrimento dal fluido uterino delle madri. Le madri danno alla luce fino a sette cuccioli per figliata; questi cuccioli vanno dai 6 pollici (150 mm) ai 13 pollici (330 mm) di lunghezza alla nascita. La madre ha anche un ciclo riproduttivo annuale. Gli studi dimostrano che la stagione degli amori è in ottobre e novembre e la stagione dell'ovulazione è nell'estate australiana , che coincide con lo sviluppo embrionale.

## Altri progetti

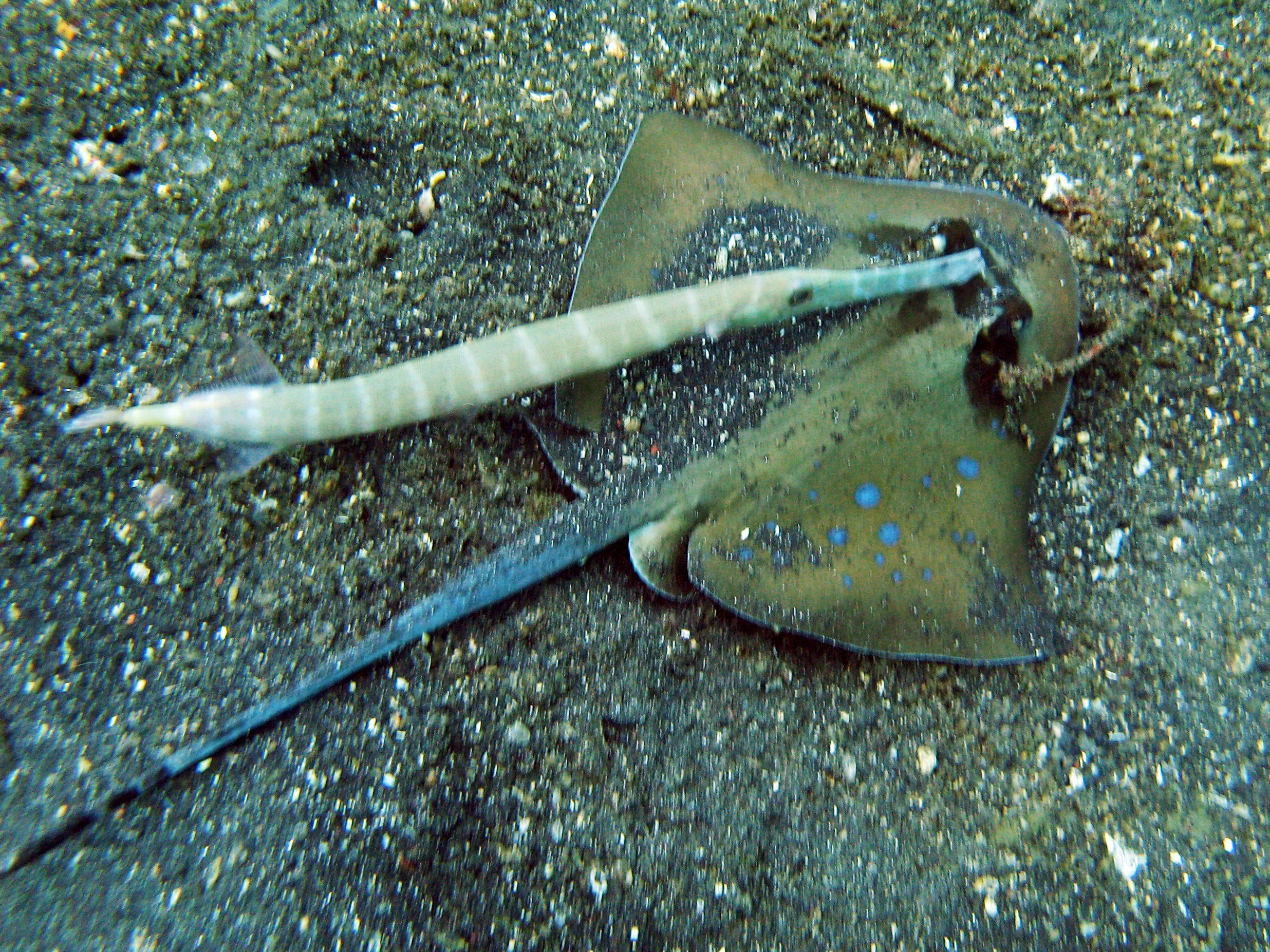
Un esemplare assieme ad un pesce trombetta

## Habitat

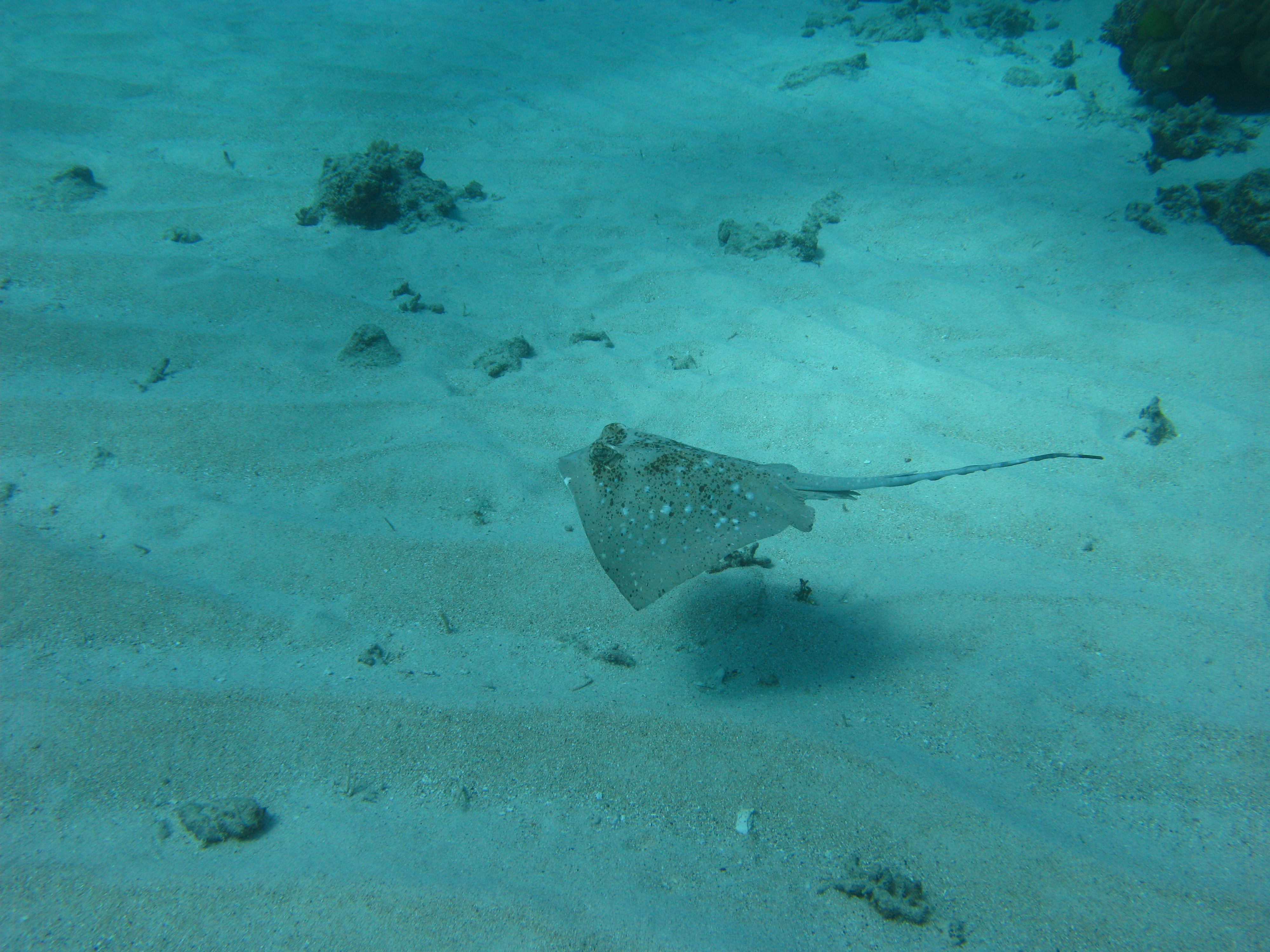
Un esemplare che nuota presso la Grande Barriera Corallina

La pastinaca mascherata si trova comunemente in acque tropicali a profondità di circa 0–90 metri (0–295 piedi), in fondali sabbiosi e fangosi, ma sono state anche trovate vicino a barriere coralline rocciose e ai prati di erba marina.  Con l'alta marea la pastinaca mascherata si sposta nelle lagune poco profonde e nelle pianure della barriera corallina.  Si trova nell'Australia settentrionale , in Kenya , in Madagascar , nell'isola di Mauritius , in Somalia , nella costa orientale del Sudafrica , in India . La pastinaca mascherata si trova in quasi tutte le acque continentali dell'Asia , compreso il Mar del Giappone , Mar Giallo , Mar Cinese Orientale , Mar delle Filippine , Mar di Sulu , Mar di Giava , Mare di Banda , Mare di Celebes , Mare delle Andamane , il Golfo del Bengala e del Mar Arabico .

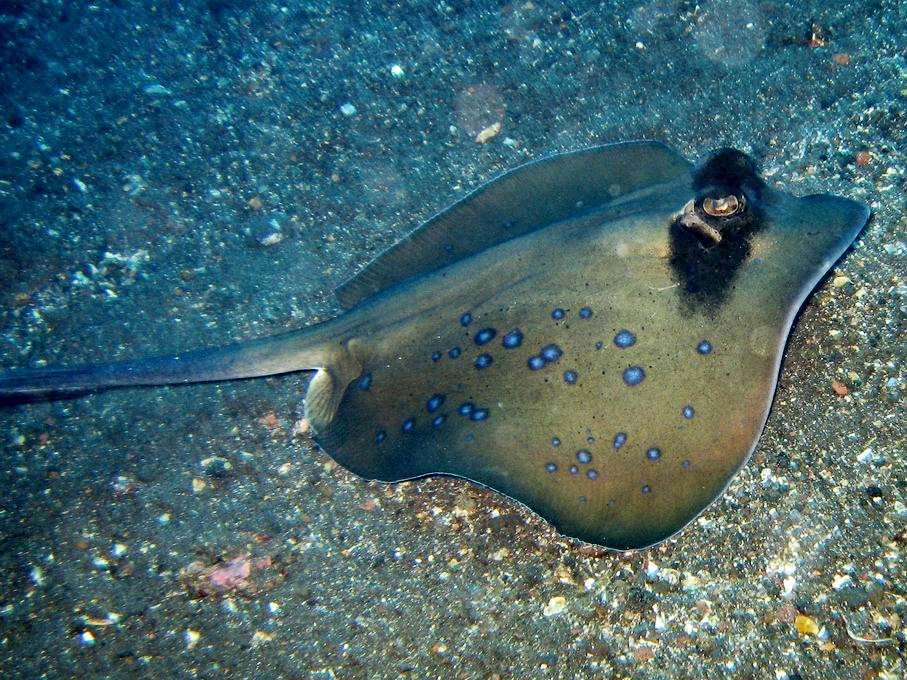
Dasyatis kuhlii